# Google Chrome
O Google Chrome é um navegador de internet desenvolvido pela Google. Foi lançado pela primeira vez no dia 2 de setembro de 2008, para o Microsoft Windows, e mais tarde foi portado para Linux, Mac, iOS e Android. Compilado com base em componentes de código licenciado como o motor de renderização WebKit. O Google Chrome também é o principal componente do Chrome OS onde funciona como uma plataforma para executar aplicativos da web e sua estrutura de desenvolvimento de aplicações (framework).
Em 2 de setembro de 2008 foi lançado a primeira versão ao mercado, sendo uma versão beta. Finalmente, em 11 de dezembro de 2008 foi lançada a primeira versão estável ao público em geral. O navegador atualmente está disponível, em mais de 51 idiomas, para as plataformas Windows, Mac OS X, Android, iOS, Ubuntu, Debian, Fedora e openSUSE.
Atualmente, o Chrome é o navegador mais usado no mundo, com 66,93% dos usuários de Desktop, contra 10,63% do Microsoft Edge, 8,02% do Safari e 7,36% do Mozilla Firefox, segundo a StatCounter. Além de desenvolver o Google Chrome, o Google ainda patrocina o Mozilla Firefox, um navegador desenvolvido pela Fundação Mozilla. Desde maio de 2012, o navegador Google Chrome permanece na liderança como o navegador mais usado no mundo.
A partir da versão 28, o Chrome deixa de usar o WebKit como motor de renderização de layout e passa a usar o Blink, desenvolvido pelo Google.
A Google, subsidiária da Alphabet, Inc. abandonou o desenvolvimento de novas versões para o Google Chrome no Windows XP e Windows Vista, no dia 13 de abril de 2016, com o lançamento da versão 50.

## História

### Anúncio
O anúncio oficial foi por meio de uma história em quadrinhos (banda desenhada em Portugal), a ser enviada para jornalistas e blogueiros no dia 3 de setembro de 2008. No entanto, as cópias planejadas para a Europa foram enviadas antes da data de lançamento oficial e o blogueiro Philipp Lenssen do Google Blogoscoped recebeu sua cópia no dia 1 de setembro de 2008. Ele, posteriormente, digitalizou a história em quadrinhos de 38 páginas e a publicou em seu website.
Os quadrinhos foram desenhados e criados por Scott McCloud.

## Versões do Google Chrome
Em 3 de setembro de 2008, uma notícia no Slashdot chamou a atenção para uma passagem nos termos de serviço para a primeira versão beta, o que parecia conceder uma licença para o Google a todos os conteúdos transmitidos através do navegador. No mesmo dia, o Google respondeu a essas críticas, afirmando que a linguagem utilizada foi emprestada a partir de outros produtos, e removeu a passagem em causa dos termos de serviço. A primeira versão do Google Chrome passou nos testes Acid1 e Acid2, mas não no Acid3. No entanto, ele teve uma pontuação de 78/100, que é superior tanto ao Internet Explorer 7 quanto ao Firefox 3, mas inferior ao Opera Browser.

### Versões para Linux e Mac
A primeira versão estável (equivale a 5ª versão) foi lançada em 25 de maio de 2010 para os sistemas Linux e Mac OS X. Atualmente o Google Chrome encontra-se na mesma versão disponibilizada para o sistema Windows.
- Linux: Suportados os ambientes Debian, Ubuntu, Fedora e openSUSE
- Mac: Suportados os ambientes Mac OS X

### Versões para Android e iOS
Em 7 de fevereiro de 2012, a Google lança o Chrome para Android Beta.
A primeira versão estável (equivale a 18ª versão) foi lançada em 27 de junho de 2012 para os sistemas Android 4.0 e superiores. Em 28 de junho de 2012, foi lançado o Chrome para iOS.
Em fevereiro de 2015, uma nova versão do Chrome (40.0.2214.109), feita para aparelhos celulares com Android, disponibiliza 11 correções referentes à segurança. Aos poucos os aparelhos deverão receber esse pacote.

### Histórico de versões
Abaixo é possível conferir as mudanças e melhorias que ocorreram no programa desde seu primeiro lançamento até a atual versão disponível para download.
| Histórico de versões do Google Chrome para Desktop                                    | Histórico de versões do Google Chrome para Desktop | Histórico de versões do Google Chrome para Desktop | Histórico de versões do Google Chrome para Desktop |
| Versão                                                                                | Última compilação                                  | Data de lançamento original                        | Mudanças significativas |
| ------------------------------------------------------------------------------------- | -------------------------------------------------- | -------------------------------------------------- | --- |
| 0.2                                                                                   | 0.2.149.30                                         | 8 de Setembro de 2008                              | - Primeira versão. |
| 0.3                                                                                   | 0.3.154.9                                          | 29 de Outubro de 2008                              | - Melhor desempenho e confiabilidade do plugin - Verificação ortográfica para campos de entrada - Desempenho e confiabilidade aprimorados do proxy web - Atualizações de gerenciamento de guias e de janelas |
| 0.4                                                                                   | 0.4.154.29                                         | 24 de Novembro de 2008                             | - Gerenciador de favoritos com suporte para importação e exportação - Seção de privacidade adicionada às opções do aplicativo - Nova notificação popup bloqueada |
| 1.0                                                                                   | 1.0.154.65                                         | 11 de Dezembro de 2008                             | - Primeira versão estável - Corrige problemas com o campo e-mail e manuseio de pastas no Hotmail; - Corrige uma falha ao abrir a caixa de diálogo de Opções no Windows (64-bit); - Permite que links do Google Desktop iniciem o Google Chrome como o navegador padrão. |
| 2.0                                                                                   | 2.0.172.43                                         | 21 de Maio de 2009                                 | Os novos recursos incluíam: - Modo de tela cheia; - Suporte ao recurso autocompletar na barra de endereços e página de abas aprimorada (com possibilidade de remoção de ícones ou thumbnails de uma nova aba; - Foram corrigidos mais de 300 bugs em relação à versão anterior. |
| 3.0                                                                                   | 3.0.195.38                                         | 15 de Setembro de 2009                             | Com o lançamento da versão 3.0, foram disponibilizadas as seguintes melhorias: - Novos motores HTML e Java, que lhe dão uma velocidade 25% maior que a versão 2; - possibilidade de utilizar temas e suporte ao HTML 5. |
| 4.0                                                                                   | 4.0.249.89                                         | 25 de Janeiro de 2010                              | Esta versão do navegador disponibilizou os seguintes recursos: - sincronização de favoritos e suporte a extensões. |
| 4.1                                                                                   | 4.1.249.1064                                       | 17 de Março de 2010                                | - Inclui novos recursos e correções de segurança. |
| 5.0                                                                                   | 5.0.375.127                                        | 25 de Maio de 2010                                 | O Google libera a nova versão estável do Chrome que traz diversas melhorias e novos recursos, entre eles é possível notar que é a primeira versão estável a ser lançada simultâneamente para Windows, Linux e Mac OS X, e mais, maior velocidade no processamento de JavaScript, geolocalização, as opções de privacidade agora estão agrupadas as de conteúdo, possuindo uma nova janela de privacidade, preferências de sincronização (bookmarks, preferências pessoais e temas), gerenciador de bookmarks totalmente refeito (utilizando HTML5, e apresenta-se como uma página inteira, ao invés de uma janela apertada), novos recursos do HTML 5 implementados, controles de ativação das extensões para o modo privado. |
| 6.0                                                                                   | 6.0.472.63                                         | 2 de Setembro de 2010                              | A nova versão trouxe: - Interface de usuário atualizada; - Preenchimento automático de formulário; - Sincronização de extensões e dados Autofill; - Aumento de velocidade e estabilidade. |
| 7.0                                                                                   | 7.0.517.44                                         | 19 de Outubro de 2010                              | - Diversas correções de bugs; - Um analisador atualizado de HTML5; - API File; - Lista de upload via input tag. |
| 8.0                                                                                   | 8.0.552.237                                        | 2 de Dezembro de 2010                              | A nova versão trouxe: - Foi implementado um visualizador de PDF próprio que não depende de extensões de terceiros; - O navegador passou a suportar um loja de aplicativos (Até o momento sem confirmação oficial da Google); - Mais de 800 correções de bugs. |
| 9.0                                                                                   | 9.0.597.107                                        | 3 de Fevereiro de 2011                             | A nova versão estável traz duas novidades: - Chrome Instant, que faz com que apareça o site enquanto digita na barra de endereços e suporte a WebGL; - Um renderizador gráfico que usa a aceleração de hardware para mostrar as imagens em 3D na web. |
| 10.0                                                                                  | 10.0.648.127                                       | 8 de Março de 2011                                 | A nova versão traz diversas melhorias e correções, entre elas estão: - Nova versão do V8; - Nova página de configurações (agora abrem em uma aba, ao invés de uma caixa de diálogo); - Sandboxed Adobe Flash no Windows entre outras. |
| 11.0                                                                                  | 11.0.696.77                                        | 27 de Abril de 2011                                | A nova versão traz diversas melhorias e correções, entre elas estão: - Entrada de fala através de HTML; - Melhorias e correções de segurança. |
| 12.0                                                                                  | 12.0.742.122                                       | 7 de Junho de 2011                                 | A nova versão traz diversas melhorias e correções, entre elas estão: - Aceleração de hardware 3D para CSS; - Navegação Segura de Proteção contra download de arquivos maliciosos; - A capacidade de apagar os cookies do flash pelo Chrome; - Procura de Apps pelo nome através da Omnibox; - Integrado Sync na nova página de configurações; - Melhorado suporte para leitura de tela; - Novo alerta quando for presionado Command-Q no Mac; - Remoção do Gears. |
| 13.0                                                                                  | 13.0.782.220                                       | 2 de Agosto de 2011                                | A nova versão traz diversas melhorias e correções, entre elas estão: - 5.200 revisões; - Novas funcionalidades; - Diversas correções de segurança. |
| 14.0                                                                                  | 14.0.835.202                                       | 16 de Setembro de 2011                             | A nova versão traz diversas melhorias e correções, entre elas estão: - Diversas correções de segurança. |
| 15.0                                                                                  | 15.0.874.121                                       | 25 de Outubro de 2011                              | A nova versão traz diversas melhorias e correções, entre elas estão: - Diversas correções de segurança, melhorias e uma nova página Aba. |
| 16.0                                                                                  | 16.0.912.77                                        | 13 de Dezembro de 2011                             | A nova versão traz diversas melhorias e correções, entre elas estão: - Melhorias para sincronização e capacidade de criar vários perfis em uma única instância no Chrome; - Correções de segurança. |
| 17.0                                                                                  | 17.0.963.83                                        | 8 de Fevereiro de 2012                             | A nova versão traz diversas melhorias e correções, entre elas estão: - Novas APIs de extensões; - Omnibox atualizada para pré renderização; - Baixar proteção de digitalização; - Correções de segurança. |
| 18.0                                                                                  | 18.0.1025.168                                      | 28 de Março de 2012                                | A nova versão traz diversas melhorias e correções, entre elas estão: - Novos recursos, incluindo gráficos mais rápidos e extravagantes; - Correções de segurança. |
| 19.0                                                                                  | 19.0.1084.56                                       | 15 de Maio de 2012                                 | - Novos recursos, incluindo sincronização de abas; - Correções de segurança. |
| 20.0                                                                                  | 20.0.1132.57                                       | 26 de Junho de 2012                                | A nova versão traz diversas melhorias e correções, entre elas estão: - Correções de problemas. |
| 21.0                                                                                  | 21.0.1180.90                                       | 31 de Julho de 2012                                | A nova versão traz diversas melhorias e correções, entre elas estão: - Suporte a interface Metro do Windows 8. - Correções de problemas. |
| 22.0                                                                                  | 22.0.1229.94                                       | 25 de Setembro de 2012                             | - Aplicativos empacotados de novo estilo são ativados por padrão. - Novo ícone de menu, substituindo o ícone de chave inglesa - Suporte para TLS 1.1 - Suporte para perfis ICC v2 de gerenciamento de cores por padrão |
| 23.0                                                                                  | 23.0.1271.101                                      | 6 de Novembro de 2012                              | - preferência Do Not Track (Não Rastrear) - Aceleração de vídeo por hardware com consumo de energia 25% mais eficiente em alguns cenários - Gerenciador para controle de permissões do site - Novo ícone para a Chrome Web Store ao abrir uma nova guia - PPAPI Flash Player (ou Flash Player baseado em Pepper) também substituiu o NPAPI Flash Player no Mac |
| 24.0                                                                                  | 24.0.1312.71                                       | 10 de Janeiro de 2013                              | - Suporte ao MathML - O elemento HTML5 datalist agora suporta a sugestão de uma data e hora - Suporte experimental para filtros personalizados CSS |
| 25.0                                                                                  | 25.0.1364.172                                      | 21 de Fevereiro de 2013                            | - Suporte para áudio Opus - Suporte para vídeo VP9 - As instalações silenciosas de extensões externas agora estão desabilitadas por padrão. - Web Speech API - Pesquisa criptografada da Omnibox (https) - Native Client na ARM - Suporte ao MathML desativado por enquanto |
| 26.0                                                                                  | 26.0.1410.65                                       | 26 de Março de 2013                                | - Verificador ortográfico aprimorado (verificação gramatical e homônima) - Atalhos da área de trabalho para vários usuários (perfis) no Windows - Resolvedor DNS assíncrono no Mac e Linux |
| 27.0                                                                                  | 27.0.1453.116                                      | 21 de Maio de 2013                                 | - Manuseio de recursos otimizado para carregamentos de página mais rápidos - Predições do Omnibox aprimoradas e correção ortográfica - API syncFileSystem para sincronização de dados do Google Drive - Parar o empacotamento de extensões do Manifesto versão 1.0 |
| 28.0                                                                                  | 28.0.1500.95                                       | 9 de Julho de 2013                                 | - Mecanismo de renderização substituído por Blink, um fork do WebKit em todas as plataformas, exceto iOS - Carregamento de página mais rápido com o novo analisador de HTML encadeado do Blink - Rich Notifications e Notification Center (notificações baseadas em HTML deprecadas) - Grandes melhorias nos desempenhos do benchmark asm.js - Suporte para pseudoclasse CSS :unresolved para Custom Elements (Elementos Personalizados) - Suporte para blocos condicionais CSS @supports para testar pares propriedade:valor |
| 29.0                                                                                  | 29.0.1547.76                                       | 20 de Agosto de 2013                               | - Suporte ao VP9 final - Suporte ao TLS 1.2 - Suporte preliminar ao QUIC - Sugestões da Omnibox aprimoradas com base na recência dos sites visitados - Capacidade de redefinir o perfil do usuário de volta ao seu estado original - Novas APIs de aplicativos e de extensões (como Native Messaging API para conectar o Chrome com aplicativos nativos instalados no mesmo computador - uma alternativa ao NPAPI) |
| 30.0                                                                                  | 30.0.1599.114                                      | 1 de Outubro de 2013                               | - Novo item de menu de contexto de imagem: "Pesquise esta imagem no Google" - Novas APIs de aplicativos do Chrome: webview.request, suporte para gravação de galeria de mídia e downloads - Novos recursos da plataforma (tanto em desktop quanto em celular): suporte para API de enumeração de dispositivos WebRTC, permitindo que os usuários mudem seus microfones e/ou câmera em tempo real sem ter que reiniciar a chamada WebRTC, DevTools agora suporta mapas de fonte CSS, o Chrome irá agora corresponder ao comportamento do IE e não honrar o cabeçalho ou as tags Atualizar quando o URL a ser atualizado tiver um esquema javascript: |
| 31.0                                                                                  | 31.0.1650.63                                       | 12 de Novembro de 2013                             | - Payment requestAutocomplete() no Chrome para Android, Windows, Chrome OS - PNaCl em versões desktop do Chrome - Novas APIs de Aplicativos do Chrome: Com manipuladores de URL para aplicativos, os desenvolvedores de Aplicativos do Chrome agora podem especificar URLs a serem manipulados por um Aplicativo do Chrome. Por exemplo, um link de documento em um site pode abrir um Aplicativo do Chrome, como um editor de documentos. Isso oferece aos usuários pontos de entrada mais integrados em seus Aplicativos do Chrome favoritos. - O acesso ao diretório para Aplicativos permite que os Aplicativos do Chrome acessem e gravem em pastas aprovadas pelo usuário. Este recurso pode ser usado para compartilhar arquivos entre um Aplicativo Chrome e um aplicativo nativo. Por exemplo: um Aplicativo do Chrome, como um editor de código, pode modificar arquivos gerenciados por um cliente Git nativo. - SCTP for WebRTC Data Channel permite que as transferências de dados P2P entre navegadores sejam de melhor esforço, confiáveis ou semiconfiáveis, abrindo casos de uso como jogos. - O suporte de canal alfa para vídeo WebM permite o mascaramento de transparência (também conhecido como efeitos de tela verde) em vídeos WebM. - O reconhecimento de voz com a API JavaScript Web Speech agora é compatível com o Chrome para Android. - window.devicePixelRatio agora leva o zoom de página inteira (mas não o zoom de pinça) em consideração - O suporte para {alpha: false} em getContext('2d') permite criar uma tela opaca. Isso é semelhante à funcionalidade WebGL existente e pode melhorar o desempenho de renderização do seu aplicativo. - Removido prefixo da API Media Source e agora ela é suportada no Chrome para Android. Ela permite que o JavaScript gere streams de mídia para reprodução, abordando casos de uso como streaming adaptável e streams ao vivo com deslocamento temporal. - A tela 2D agora suporta o método "ellipse". - O suporte para Mutation Events foi removido. Considere usar MutationObserver em vez disso. |
| 32.0                                                                                  | 32.0.1700.107                                      | 14 de Janeiro de 2014                              | - Indicadores de guia para som, webcam e transmissão - Um visual diferente para o modo Metro do Windows 8 - Bloqueio automático de arquivos malware - Uma série de novas APIs de aplicativos/extensões - Várias mudanças subjacentes para estabilidade e desempenho |
| 33.0                                                                                  | 33.0.1750.154                                      | 20 de Fevereiro de 2014                            | - Custom Elements - Ogg Opus em MSE e <video> - API de visibilidade da página - VTTCue - Web Speech API (síntese) - Font-kerning - requestAutocomplete() - Síntese de fala |
| 34.0                                                                                  | 34.0.1847.137                                      | 8 de Abril de 2014                                 | - Responsive Images (Imagens Responsivas) e Web Audio (Áudio da Web) sem prefixo - Importe usuários supervisionados para novos computadores - Um visual diferente para o modo Metro do Windows 8 - Uma série de novas APIs de aplicativos/extensões - Novo visual da barra de rolagem - Ignora autocomplete="off" nos campos de entrada de senha |
| 35.0                                                                                  | 35.0.1916.153                                      | 20 de Maio de 2014                                 | - Mais controle do desenvolvedor sobre a entrada de toque - Novos recursos JavaScript - Shadow DOM v0 sem prefixo - Uma série de novas APIs de aplicativos/extensões - Opus atualizado para a versão v1.1 |
| 36.0                                                                                  | 36.0.1985.143                                      | 16 de Julho de 2014                                | - Melhorias em notificações - Um design atualizado de página de nova guia anônima/visitante - A adição de um balão de recuperação de falha do navegador - Várias melhorias de estabilidade e desempenho |
| 37.0                                                                                  | 37.0.2062.124                                      | 26 de Agosto de 2014                               | - Suporte ao DirectWrite no Windows para renderização de fonte melhorada - Uma série de novas APIs de aplicativos/extensões - Várias melhorias de estabilidade e desempenho - Remoção da API showModalDialog, quebrando vários aplicativos da web corporativos - Suporte ao Windows 64-bit |
| 38.0                                                                                  | 38.0.2125.122                                      | 7 de Outubro de 2014                               | - Uma série de novas APIs de aplicativos/extensões - Suporte para login em sites usando FIDO U2F Security Key (um token de segurança USB ou cartão inteligente) como um fator na autenticação por dois fatores) - Várias melhorias de estabilidade e desempenho |
| 39.0                                                                                  | 39.0.2171.99                                       | 18 de Novembro de 2014                             | - Remove fallback para versão SSLv3 do protocolo SSL/TLS - Suporte para Mac 64-bit - Uma série de novas APIs de aplicativos/extensões - Várias melhorias de estabilidade e desempenho |
| 40.0                                                                                  | 40.0.2214.115                                      | 21 de Janeiro de 2015                              | - Suporte ao SSLv3 desativado por padrão - A versão mínima do SSL/TLS agora pode ser definida por meio de about:flags - Caixa de diálogo de informações atualizada para o aplicativo Chrome no Windows e Linux - Uma nova mensagem de erro de relógio atrasado/adiantado |
| 41.0                                                                                  | 41.0.2272.118                                      | 3 de Março de 2015                                 | - Uma série de novas APIs de aplicativos/extensões - Várias melhorias de estabilidade e desempenho - A interface Aero foi desativada no Windows Vista |
| 42.0                                                                                  | 42.0.2311.152                                      | 14 de abril de 2015                                | - Suporte para plug-ins NPAPI desativado por padrão - Uma série de novas APIs de aplicativos, extensões e de Web Platform (incluindo a API Push) - Várias melhorias de estabilidade e desempenho - Adicionar favorito agora foi redesenhado. - Atualização V8 (Versão 4.2.77.14). |
| 43.0                                                                                  | 43.0.2357.134                                      | 19 de Maio de 2015                                 | - Numerosas correções de bugs e correções de segurança |
| 44.0                                                                                  | 44.0.2403.157                                      | 21 de Julho de 2015                                | - Uma série de novas APIs de aplicativos/extensões - Mudança no círculo que aparece ao carregar uma página nas guias do Chrome - Várias melhorias de estabilidade e desempenho |
| 45.0                                                                                  | 45.0.2454.101                                      | 1 de Setembro de 2015                              | - Suporte para plug-ins NPAPI permanentemente desativado - Várias melhorias de estabilidade e desempenho |
| 46.0                                                                                  | 46.0.2490.86                                       | 13 de Outubro de 2015                              | - Mudança no design do logotipo na barra de tarefas - Várias melhorias de estabilidade e desempenho. |
| 47.0                                                                                  | 47.0.2526.111                                      | 1 de Dezembro de 2015                              | - Mudança na aparência ao fechar as abas com x vermelhos - Novo design do visualizador de PDF - Correções de segurança |
| 48.0                                                                                  | 48.0.2564.116                                      | 20 de Janeiro de 2016                              | - "Descarte de guias" foi ativado por padrão em chrome://flags - Mudança de janela ao clicar com o botão direito em um link da web incorporado - O ícone da chave em "Salvar sua senha" fica preto - "Limpar histórico de navegação" foi aprimorado - Um grande número de correções e melhorias |
| 49.0                                                                                  | 49.0.2623.112                                      | 2 de Março de 2016                                 | - Ícones de extensão agora aparecem perto da barra de endereços. - Mudanças nas aparências da barra de favoritos. - Mudança na janela do modo anônimo. - Mudança no movimento da barra de rolagem. - Mudada a aparência/design da página de Downloads. - Um grande número de correções e melhorias - Removido o modo Windows 8 (modo Metro) - Última versão disponível para Windows XP e Vista, bem como Mac OS X 10.6, 10.7 e 10.8. |
| 50.0                                                                                  | 50.0.2661.102                                      | 13 de Abril de 2016                                | - Compatibilidade com Windows XP, Vista, Mac OS X 10.6, 10.7 e 10.8 quebrada. - As letras no preenchimento automático de formulário agora são destacadas em negrito. - Uma série de correções e melhorias. |
| 51.0                                                                                  | 51.0.2704.106                                      | 25 de Maio de 2016                                 | - Uma série de correções e melhorias. |
| 52.0                                                                                  | 52.0.2743.116                                      | 20 de Julho de 2016                                | - É impossível desativar o DirectWrite. - A barra na parte inferior agora mostra um texto mais escuro ao passar o mouse sobre o link. - "Uma série de correções e melhorias." |
| 53.0                                                                                  | 53.0.2785.143                                      | 31 de Agosto de 2016                               | - Novo visual do navegador, incluindo uma nova barra de favoritos - "Uma série de correções e melhorias." - Opção 'Simplificar página' removida de 'Salvar como PDF'. - Shadow DOM v1 |
| 54.0                                                                                  | 54.0.2840.100                                      | 12 de Outubro de 2016                              | - A guia "outros favoritos" mudou de aparência - A mensagem "Clique com o botão direito para reproduzir o Adobe Flash Player" agora aparece enquanto as páginas com o Adobe Flash Player estão sendo carregadas. - "Uma série de correções e melhorias." |
| 55.0                                                                                  | 55.0.2883.95                                       | 1 de Dezembro de 2016                              | - A página Histórico mudou e não está mais em "Configurações" - O Flash Player agora está desativado por padrão para a maioria dos sites - "Uma série de correções e melhorias." - Não é possível desativar o Material Design do nível superior |
| 56.0                                                                                  | 56.0.2924.87                                       | 25 de Janeiro de 2017                              | - HTML5 ativado por padrão - Adobe Flash Player é bloqueado automaticamente para a maioria dos sites que requerem o plugin - Sites HTTP são marcados como não seguros - "Uma série de correções e melhorias." |
| 57.0                                                                                  | 57.0.2987.113                                      | 9 de Março de 2017                                 | - CSS grid layout - Tela "Adicionar à página inicial" aprimorada - API Media Session - "Uma série de correções e melhorias." - WebAssembly - Mudanças na política da guia em segundo plano - Removida a página chrome://plugins. |
| 58.0                                                                                  | 58.0.3029.110                                      | 19 de Abril de 2017                                | - "Uma série de correções e melhorias." - IndexedDB 2.0 - Workers e SharedWorkers em URLs de dados. |
| 59.0                                                                                  | 59.0.3071.115                                      | 5 de Junho de 2017                                 | - "Uma série de correções e melhorias." - Configurações reformuladas e a página "Sobre o Google Chrome" usa o Material Design - Modo sem interface gráfica no Linux e macOS. |
| 60.0                                                                                  | 60.0.3112.113                                      | 25 de Julho de 2017                                | - Suporte a Touch Bar do MacBook Pro. - "Uma série de correções e melhorias." |
| 61.0                                                                                  | 61.0.3163.100                                      | 5 de Setembro de 2017                              | - Suporte nativo para módulos JavaScript - "Uma série de correções e melhorias." |
| 62.0                                                                                  | 62.0.3202.94                                       | 17 de Outubro de 2017                              | - O ícone "Salvar sua senha" ganha uma nova aparência - "Uma série de correções e melhorias." - Suporte para fontes variáveis OpenType - API de Informações de Rede atualizada para relatar a velocidade real da Internet dos usuários, não apenas o tipo de conexão, para sites - Sites HTTP que solicitam dados do usuário agora serão marcados como "não seguros" (em vermelho) na Omnibox do Chrome |
| 63.0                                                                                  | 63.0.3239.132                                      | 6 de Dezembro de 2017                              | - Várias correções feitas com base em auditorias internas, fuzzing e outras iniciativas - "Uma série de correções e melhorias." - O navegador permite que você importe módulos JavaScript dinamicamente - Com as funções do gerador assíncrono e o protocolo de iteração assíncrona, o consumo ou implementação de fontes de dados de streaming torna-se simplificado - Você pode substituir o comportamento de rolagem transbordada (overflow scroll) padrão do navegador com a propriedade CSS overscroll-behavior |
| 64.0                                                                                  | 64.0.3282.186                                      | 24 de Janeiro de 2018                              | - "Uma série de correções e melhorias." - Suporte para ResizeObservers, irá notificá-lo quando o retângulo de conteúdo de um elemento mudar de tamanho. - Os módulos agora podem acessar metadados específicos do host com import.meta. - O bloqueador de pop-up ficou mais forte. - window.alert() não altera mais o foco da guia. - O Chrome agora oferece suporte a capturas nomeadas em expressões regulares. - O valor de pré-carregamento padrão para os elementos <audio> e <video> agora são metadados. - Agora você pode usar Request.prototype.cache para visualizar o modo de cache de uma Solicitação e determinar se uma solicitação é uma solicitação de recarregamento. - Usando a API Focus Management, agora você pode enfocar um elemento sem rolar até ele com o atributo preventScroll. - A página de extensões gera pacotes no formato CRX3 agora. |
| 65.0                                                                                  | 65.0.3325.181                                      | 6 de Março de 2018                                 | - "Uma série de correções e melhorias." - Nova extensão de IU - A API CSS Paint permite que você gere uma imagem programaticamente - A API Server Timing permite que os servidores da web forneçam informações de tempo de desempenho por meio de cabeçalhos HTTP - A nova propriedade CSS display: contents pode fazer as caixas desaparecerem - Corrigido um bug que afetava alguns timestamps - A sintaxe para especificar HSL e HSLA, e coordenadas RGB e RGBA para a propriedade de cor agora correspondem à especificação CSS Color 4 - Há uma nova política de recursos que permite controlar os XHRs síncronos por meio de um cabeçalho HTTP ou o atributo iframe allow - Última versão disponível para OS X 10.9. |
| 66.0                                                                                  | 66.0.3359.181                                      | 17 de Abril de 2018                                | - "Uma série de correções e melhorias." - A manipulação de CSS se torna mais fácil com o novo Modelo de Objeto Tipado CSS (CSS Typed Model Object) - O acesso à área de transferência agora é assíncrono - Há um novo contexto de renderização para elementos canvas - TextArea e Select agora suportam o atributo autocomplete - Definir autocapitalize em um elemento de formulário se aplicará a quaisquer campos filho do formulário, melhorando a compatibilidade com a implementação de autocapitalize do Safari - trimStart() e trimEnd() agora estão disponíveis como a maneira baseada em padrões de cortar espaços em branco de strings |
| 67.0                                                                                  | 67.0.3396.99                                       | 29 de Maio de 2018                                 | - "Uma série de correções e melhorias." - Progressive Web Apps estão chegando ao desktop - A API Generic Sensor facilita o acesso aos sensores do dispositivo, como acelerômetro, giroscópio e muito mais - BigInt torna mais fácil lidar com grandes inteiros. - A API Credential Management fornece uma estrutura para criar, recuperar e armazenar credenciais - A API Web Authentication adiciona um terceiro tipo de credencial, PublicKeyCredential, que permite aos navegadores autenticar um usuário com um par de chaves privada/pública gerado por um autenticador |
| 68.0                                                                                  | 68.0.3440.106                                      | 24 de Julho de 2018                                | - "Uma série de correções e melhorias." - Sites HTTP marcados como "não seguros". - A API Page Lifecycle informa quando sua guia foi suspensa ou restaurada. - A API Payment Handler possibilita que aplicativos de pagamento baseados na web suportem a experiência de Solicitação de Pagamento (Payment Request). - O conteúdo incorporado em um iframe requer um gesto do usuário para navegar no contexto de navegação de nível superior para uma origem diferente. - Desde o Chrome 1, os valores do cursor CSS para agarrar e agarramento foram prefixados; valores padrão, sem prefixo, agora são suportados. |
| 69.0                                                                                  | 69.0.3497.100                                      | 4 de Setembro de 2018                              | - "Uma série de correções e melhorias." - Nova interface do navegador - CSS Scroll Snap permite que você crie experiências suaves e elegantes de rolagem. - Display Cutouts permitem que você use toda a área da tela, incluindo qualquer espaço atrás do corte de exibição, às vezes chamado de entalhe. - A API Web Locks permite que você adquira um bloqueio de forma assíncrona, mantenha-o enquanto o trabalho é executado e, em seguida, libere-o. - Agora você pode criar transições de cores em torno da circunferência de um círculo, usando gradientes cônicos. - O novo método toggleAttribute() nos elementos alterna a existência de um atributo, semelhante a classList.toggle(). - Os arrays JavaScript estão recebendo dois novos métodos: flat() e flatMap(). - OffscreenCanvas move o trabalho para fora do thread principal em um trabalhador (worker), ajudando a eliminar gargalos de desempenho. |
| 70.0                                                                                  | 70.0.3538.110                                      | 16 de Outubro de 2018                              | - "Uma série de correções e melhorias." - Desktop Progressive Web Apps no Windows - A API Credential Management adiciona suporte para Credenciais de Chave Pública (Public Key Credentials) - Trabalhadores (workers) nomeados - Web Bluetooth agora está disponível no Windows 10 - O Chrome pode enviar mensagens de intervenção e deprecação de uso para seus servidores usando o campo de cabeçalho Report-To HTTP Response ou exibi-las na interface ReportingObserver - Suporte para decodificador de vídeo AV1 (“Main” profile 0) - Uma série de deprecações importantes |
| 71.0                                                                                  | 71.0.3578.98                                       | 4 de Dezembro de 2018                              | - "Uma série de correções e melhorias." - Exibir tempos relativos agora faz parte da API Intl - Especificar em qual lado do texto o sublinhado deve aparecer para o texto que flui verticalmente - Requer ativação do usuário antes de usar a API de Síntese de Fala (Speech Synthesis API) - O modo de credenciais padrão para solicitações de script de módulo mudou de omit para same-origin - Especificação do Shadow DOM v1; cálculo de especificidade para as pseudo-classes :host() e :host-context(), bem como para os argumentos de ::slotted() - Removido SpeechSynthesis.speak() sem ativação do usuário - Removidas versões prefixadas de APIs - Removido URL.createObjectURL de MediaStream - Removido document.origin - Deprecações e remoções de APIs |
| 72.0                                                                                  | 72.0.3626.121                                      | 29 de Janeiro de 2019                              | - "Uma série de correções e melhorias." - Criar campos de classe pública em JavaScript agora é muito mais limpo - Nova API User Activation - A localização de listas se torna muito mais fácil com a API Intl.format() - O Chrome 72 muda o comportamento de Cache.addAll() para melhor corresponder às especificações - As solicitações de favicons agora são tratadas pelo service worker, desde que o URL da solicitação esteja na mesma origem do service worker - As páginas não podem mais usar window.open() para abrir uma nova página durante o descarregamento - Remoção de Fixação de Chave Pública HTTP (HTTP Public Key Pinning) - Remoção de recursos de processamento de FTP - Deprecação de TLS 1.0 e TLS 1.1 - Deprecação de PaymentAddress.languageCode |
| 73.0                                                                                  | 73.0.3683.103                                      | 12 de Março de 2019                                | - "Uma série de correções e melhorias." - Criar conteúdo portátil é mais fácil com Trocas HTTP Assinadas (Signed HTTP Exchanges) - Alterar estilos dinamicamente se torna muito mais fácil com Folhas de Estilo Construtíveis (Constructable Stylesheets) - O suporte para Progressive Web Apps chega ao macOS, trazendo suporte para PWAs a todas as plataformas de desktop e móveis - matchAll() é um novo método de correspondência de expressão regular no protótipo de string e retorna uma matriz contendo as correspondências completas - O elemento <link> agora suporta propriedades imagesrcset e imagesizes para corresponder aos atributos srcset e size de HTMLImageElement - A implementação do raio de desfoque de sombra do Blink agora corresponde a do Firefox e do Safari - O modo escuro agora é compatível com Mac e o suporte para Windows está a caminho - Remoção do suporte EXPLAIN e REINDEX em WebSQL - Remoção da decodificação isomórfica do identificador de fragmento de URL - Deprecação de 'drive-by downloads' em iframes em sandbox - Interrupção do suporte para extensões da web externas no formato CRX2, tornando o formato CRX3 obrigatório |
| 74.0                                                                                  | 74.0.3729.169                                      | 23 de Abril de 2019                                | - "Uma série de correções e melhorias." - Criar campos de classe privada em JavaScript agora está muito mais limpo - Você pode detectar quando o usuário solicitou uma experiência de movimento reduzido - Eventos CSS Transitions - Adiciona novas APIs de Política de Recursos (Feature Policy) para verificar se os recursos estão habilitados ou não - Remoção da propriedade languageCode do PaymentAddress - Sem pop-ups durante o descarregamento da página - Deprecação de drive-by downloads em iframes em sandbox |
| 75.0                                                                                  | 75.0.3770.142                                      | 4 de Junho de 2019                                 | - "Uma série de correções e melhorias." - Uma nova maneira de reduzir a latência em elementos canvas - Os Aplicativos da Web agora podem compartilhar arquivos com outros aplicativos instalados usando a planilha de compartilhamento em nível de sistema - Literais numéricos agora permitem sublinhados como separadores para torná-los mais legíveis - Remoção de overflow: -webkit-paged-x e overflow: -webkit-paged-y |
| 76.0                                                                                  | 76.0.3809.132                                      | 30 de Julho de 2019                                | - "Uma série de correções e melhorias." - Suporte para a consulta de mídia prefers-color-scheme, trazendo o modo escuro para sites - Um botão de instalação na omnibox para facilitar a instalação de Progressive Web Apps no desktop - Adição de Promise.allSettled() - Ler blobs é mais fácil - Suporte a imagens na API Async Clipboard - Remoção de Feature Policy: lazyload - Remoção de saídas de MediaStreamAudioDestinationNode - Remoção do uso inseguro de DeviceMotionEvent - Remoção do uso inseguro de DeviceOrientationEvent |
| 77.0                                                                                  | 77.0.3865.120                                      | 10 de Setembro de 2019                             | - "Uma série de correções e melhorias." - Formulários ganham alguns novos recursos - O evento formdata - Elementos personalizados associados a formulários - Lazy loading nativo - O Chrome DevSummit 2019 acontecerá de 11 a 12 de novembro de 2019 - Introdução da API Content Picker - Novas unidades de medida na API intl.NumberFormat - Remoção de redes de emissoras de cartão como nomes de métodos de pagamento - Deprecação de Web MIDI em origens inseguras - Deprecação da API WebVR 1.1 |
| 78.0                                                                                  | 78.0.3904.108                                      | 22 de Outubro de 2019                              | - "Uma série de correções e melhorias." - API CSS Properties and Values - Service workers mais atuais - Novos origin trials - API Native File System - API SMS Receiver - Remoção do XSS Auditor |
| 79.0                                                                                  | 79.0.3945.130                                      | 10 de Dezembro de 2019                             | - "Uma série de correções e melhorias." - A capacidade de criar experiências imersivas com a API WebXR Device - A API Wake Lock está disponível como um origin trial - O atributo rendersubtree está disponível como um origin trial - Vídeos do Chrome DevSummit agora estão online - Muda as palavras-chave -webkit-appearance para funcionar apenas com tipos de elementos específicos |
| 80.0                                                                                  | 80.0.3987.163                                      | 4 de Fevereiro de 2020                             | - "Uma série de correções e melhorias." - Módulos em workers - Encadeamento opcional em JavaScript - Novos origin trials - Graduações do origin trial - Usando #:~:text=algumacoisa fará o Chrome rolar até o texto e destacar a primeira instância desse fragmento de texto - A configuração display: minimal-ui em um Desktop PWA adiciona um botão voltar e recarregar à barra de título do PWA instalado - Suporte ao uso de imagens SVG como favicons - Não permitindo Synchronous XMLHTTPRequest() em Page Dismissal - Deprecação do suporte ao FTP - Remoção de permitir pop-ups durante o recarregamento da página - Serialização e transferência em ImageBitmap sem origin-clean removido - O tratamento de protocolo agora requer um contexto seguro - Web Components v0 removido - Remoção de -webkit-appearance:button para elementos arbitrários |
| 81.0                                                                                  | 81.0.4044.138                                      | 7 de Abril de 2020                                 | - "Uma série de correções e melhorias." - Cronograma de lançamento do Chrome atualizado - API WebXR Hit Test - API App Badging - Novo origin trial de Web NFC e outros origin trials - A API Media Session agora suporta tracking position state - A API INTL agora fornece um método DisplayNames - Deprecação e remoção de suporte a "basic-card" na Payment Handler - Remoção do campo supportedType de BasicCardRequest - Remoção do elemento <discard> - TLS 1.3 downgrade hardening bypass (a remoção de TLS 1.0 e 1.1 foi adiada para o Chrome 84 devido à pandemia de COVID-19.) |
| 82.0                                                                                  | —                                                  | Não foi lançada                                    | A versão 82 foi pulada devido à pandemia de COVID-19. |
| 83.0                                                                                  | 83.0.4103.116                                      | 19 de Maio de 2020                                 | - "Uma série de correções e melhorias." - Trusted types ajuda a prevenir vulnerabilidades de cross site scripting - Os elementos <form> recebem uma renovação importante - Uma nova maneira de detectar vazamentos de memória - A API Native File System inicia um novo teste de origem com funcionalidade adicionada - Novas políticas de origem cruzada - O programa Web Vitals fornece orientação unificada para sinais de qualidade essenciais para proporcionar uma ótima experiência do usuário na web - O Chrome agora oferece suporte à API de detecção de código de barras, que fornece a capacidade de detectar e decodificar códigos de barras - A nova função CSS @supports fornece detecção de recursos para seletores CSS - Novas anotações ARIA (Accessible Rich Internet Applications) suportam acessibilidade de leitor de tela para comentários, sugestões e destaques de texto com significados semânticos (semelhante a <mark>) - A consulta de mídia em CSS (CSS media query) prefers-color-scheme permite que os autores suportem seu próprio tema escuro para que tenham controle total sobre as experiências que constroem - JavaScript agora suporta módulos em workers compartilhados - Proibição de downloads em iframes em sandbox |
| 84.0                                                                                  | 84.0.4147.135                                      | 14 de Julho de 2020                                | - "Uma série de correções e melhorias." - App Icon Shortcuts - A API Web Animations adiciona suporte para uma série de recursos anteriormente sem suporte - A API Screen Wake Lock pode impedir a tela de escurecer ou bloquear - A API Content Indexing ajuda a revelar conteúdo que está disponível offline - Novos origin trials para detecção ociosa e Web Assembly SIMD - As mudanças na política de Cookies do Mesmo Site estão começando a ser implementadas novamente - Sites com solicitações de permissão abusivas ou notificações abusivas serão automaticamente inscritos em nossa IU de notificações mais silenciosas - Novo origin trial para QuicTransport - Removidas as regras @import em CSSStyleSheet.replace() - Remoção de TLS 1.0 e TLS 1.1 |
| 85.0                                                                                  | 85.0.4183.121                                      | 25 de Agosto de 2020                               | - "Uma série de correções e melhorias." - Começa a remoção de AppCache - Rejeição de cookies inseguros SameSite=None - quirks -webkit-box de -webkit-line-clamp |
| 86.0                                                                                  | 86.0.4240.75                                       | 6 de Outubro de 2020                               | - "Uma série de correções e melhorias." - A API File System Access está agora disponível - Novos origin trials para as APIs WebHID e Multi-screen Window Placement - O novo seletor CSS :focus-visible permite que o usuário opte pela mesma heurística que o navegador usa quando está decidindo se exibirá o indicador de foco padrão - O usuário pode personalizar a cor, tamanho ou tipo de número ou marcador para listas com o Pseudo-Elemento CSS ::marker - Remoção de WebComponents v0 - Deprecação de suporte ao FTP |
| 87.0                                                                                  | 87.0.4280.141                                      | 17 de Novembro de 2020                             | - "Várias correções e melhorias." - Chrome Dev Summit está de volta em 9 e 10 de dezembro - Usuários podem agora controlar a rotação horizontal e vertical e dar zoom em webcams compatíveis - Range requests e service workers não exigem tantas soluções alternativas - API de acesso a fontes inicia seu teste de origem - As notificações do fim de suporte ao Flash Player agora são exibidas a cada inicialização, a menos que o Flash esteja desativado. - Transferable Streams - objetos ReadableStream, WritableStream, e TransformStream agora podem ser passados como argumentos para postMessage() - Implementação da maioria dos recursos granulares relativos ao fluxo da especificação CSS Logical Properties and Values, incluindo atalhos e deslocamentos para tornar essas propriedades lógicas e valores um pouco mais fáceis de escrever - Novos descritores @font-face foram adicionados a ascent-override, descent-override, e line-gap-override para substituir as métricas da fonte - Várias novas propriedades de decoração de texto e de sublinhamento - Uma série de mudanças relacionadas ao isolamento de origem cruzada - Remoção do separador de vírgula no atributo de permissão (allow) do iframe - Remoção de -webkit-font-size-delta - Deprecação do suporte ao FTP - Suporte nativo aos dispositivos macOS construídos com CPUs Apple Silicon - Alterado ícone no macOS para corresponder ao estilo de design do MacOS Big Sur - Última versão disponível para OS X 10.10. |
| 88.0                                                                                  | 88.0.4324.192                                      | 19 de Janeiro de 2021                              | - "Uma série de correções e melhorias." - Os usuários agora podem fazer upload de extensões usando o manifesto v3 para a Chrome Web Store - Propriedade CSS aspect-ratio - Para estar em conformidade com uma mudança no padrão HTML, as tags âncora com target="_ blank" agora implicarão rel="no-opener" por padrão - A API Pointer Lock permite que os usuários desabilitem a aceleração do mouse - addEventListener agora aceita AbortSignal como uma opção - Sem pop-ups durante o descarregamento da página (empresas) - Web Components v0 removido - Suporte ao FTP removido - Suporte ao OS X 10.10 removido |
| 89.0                                                                                  | 89.0.4389.128                                      | 2 de Março de 2021                                 | - "Uma série de correções e melhorias." - WebHID, WebNFC, e Web Serial agora estão disponíveis - Fechada uma brecha que alguns desenvolvedores usaram para contornar as verificações de instalabilidade do PWA - A chegada do Web Share e do Web Share Target - O Chrome agora permite o operador await em nível de topo nos módulos JavaScript - Ícone atualizado mostrado na omnibox para PWAs instaláveis - Permite que os usuários se inscrevam no origin trial da API Digital Goods se eles tiverem usado uma Atividade da Web Confiável (Trusted Web Activity, TWA) para disponibilizar seu PWA na Play Store para Chrome OS - Remoção de eventos pré-fixados legados (webkitprerenderstart, webkitprerenderstop, webkitprerenderload e webkitprerenderdomcontentloaded) despachados em <link rel=prerender> - Parou de clonar a propriedade sessionStorage para janelas abertas com número noopener - Suporte removido para processadores x86 mais antigos que não suportam SSE3 |
| 90.0                                                                                  | 90.0.4430.212                                      | 14 de Abril de 2021                                | - "Uma série de correções e melhorias." - Um novo valor para a propriedade CSS overflow - A API Feature Policy foi renomeada para Permissions Policy - Uma nova maneira de implementar e usar Shadow DOM diretamente em HTML - A barra de endereço do Chrome usará https:// por padrão - Codificador AV1 em desktop que é especificamente otimizado para videoconferência com integração WebRTC - Remoção da diretiva de Content Security Policy 'plugin-types' - Remoção de RTP data channels do WebRTC - Retorna empty para navigator.plugins e navigator.mimeTypes |
| 91.0                                                                                  | 91.0.4472.164                                      | 25 de Maio de 2021                                 | - "Uma série de correções e melhorias." - Aplicativos web que interagem com arquivos agora podem sugerir nomes de arquivos e diretórios ao usar a API File System Access - O usuário pode ler arquivos da área de transferência - Se o site tiver mais de um domínio e eles compartilharem o mesmo back-end de gerenciamento de conta, o usuário pode dizer ao Chrome que eles são iguais, permitindo que o gerenciador de senhas sugira as credenciais corretas - Todos os vídeos do I/O 2021 estão online agora - Web Transport - anteriormente chamado Quic Transport, passou por uma série de mudanças e está iniciando um novo origin trial - Web Assembly SIMD concluiu seu origin trial e está disponível para todos os usuários - O atributo media do elemento <link> será respeitado para link rel="icon", o que significa que o usuário pode definir ícones diferentes com base em media queries |
| 92.0                                                                                  | 92.0.4515.159                                      | 20 de Julho de 2021                                | - "Uma série de correções e melhorias." - Remoção de gerenciadores de pagamento para identificadores de métodos de pagamento padronizados |
| 93.0                                                                                  | 93.0.4577.82                                       | 31 de Agosto de 2021                               | - "Uma série de correções e melhorias." - Os usuários agora podem carregar folhas de estilo CSS com instruções de importação, assim como os módulos JavaScript - Os PWAs instalados podem se registrar como manipuladores de URL, possibilitando que os usuários acessem diretamente seus PWAs - A API Multi-Screen Window Placement foi atualizada com base no feedback e inicia um segundo origin trial - Ciclo de lançamento reduzido - Os itens Flexbox e flexbox adicionaram suporte para as palavras-chave de alinhamento: start, end, self-start, self-end, left, e right - A API Async Clipboard agora oferece suporte a arquivos SVG - O atributo media será respeitado ao definir a tag meta theme-color - Portas bloqueadas 989 e 990 - Remoção de 3DES em TLS - Deprecação do compartilhamento de módulo de origem cruzada WebAssembly |
| 94.0                                                                                  | 94.0.4606.81                                       | 21 de Setembro de 2021                             | - "Uma série de correções e melhorias." - O espaço de cor padrão para elementos <canvas> agora está formalmente definido na especificação como SRGB e os usuários podem alterá-lo para Display P3 - WebCodecs é uma maneira nova e de baixo nível de acessar codecs de áudio e vídeo integrados, importante para streaming de jogos, editores de vídeo e outros - WebGPU inicia seu origin trial - O método priorizado scheduler.postTask() permite aos usuários agendar tarefas e alterar dinamicamente suas prioridades ou cancelá-las todas juntas - A propriedade scrollbar-gutter fornece controle sobre a presença de calhas da barra de rolagem, permitindo que os usuários evitem alterações de layout conforme o conteúdo se expande - A API Virtual Keyboard oferece aos usuários mais controle sobre como e quando o teclado virtual na tela é mostrado - Deprecação e remoção de WebSQL em contextos de terceiros - Restrição de solicitações de rede privada para sub-recursos em contextos seguros |
| 95.0                                                                                  | 95.0.4638.69                                       | 19 de Outubro de 2021                              | - "Uma série de correções e melhorias." - O roteamento fica mais fácil com URLPattern embutido no navegador - A API Eye Dropper fornece uma ferramenta integrada para selecionar cores - Há um novo origin trial que permite aos usuários optar por receber a string de UA reduzida agora - Os vídeos do PWA Summit estão todos online - Para usuários que seguem o trabalho da API Storage Foundation, há um novo origin trial para Access Handles - WebAssembly agora fornece suporte para manipulação de exceção, o que permite que o código interrompa o fluxo de controle quando uma exceção é lançada - Remoção de suporte ao FTP - Suporte para URLs com nomes de host não IPv4 terminados em números - Deprecação de compartilhamento de módulo de origem cruzada WebAssembly - Deprecação de uso da API U2F (Cryptotoken) |
| 96.0                                                                                  | 96.0.4664.110                                      | 15 de Novembro de 2021                             | - "Uma série de correções e melhorias." - Manifest id para PWAs - Manipuladores de protocolo de URL para PWAs - Priority hints (origin trial) - Emulação do Chrome 100 na string do agente de usuário - O back-forward cache – ou bfcache – agora está disponível na versão estável e traz o Chrome em sintonia com o Firefox e o Safari - Deprecação do método "basic-card" da API PaymentRequest |
| 97.0                                                                                  | 97.0.4692.99                                       | 4 de Janeiro de 2022                               | - "Uma série de correções e melhorias." - WebTransport é uma nova opção para envio de mensagens em tempo real entre cliente e servidor - Os usuários podem usar a detecção de recursos para ver quais tipos de scripts um navegador suporta - Pesquisar arranjos a partir do final se torna um pouco mais fácil - Novas linhas nas entradas do formulário agora são normalizadas da mesma forma que Gecko e WebKit, melhorando a interoperabilidade entre navegadores - Os nomes de Client hint são padronizados prefixando-os com sec-ch - Elementos <details> fechados agora são pesquisáveis e podem ser vinculados - Remoção da troca de chaves SDES para WebRTC - Remoção de WebSQL em contextos de terceiros - Remoção do SDP Plan B |
| 98.0                                                                                  | 98.0.4758.109                                      | 1 de Fevereiro de 2022                             | - "Uma série de correções e melhorias." - Suporte a fonte COLRv1 - As solicitações de comprovação do CORS agora são enviadas antes das solicitações de sub-recursos de rede privada, solicitando permissão explícita do servidor de destino - Novo origin trial para Region Capture, uma API para cortar uma faixa de vídeo de autocaptura - Remoção da troca de chaves SDES para WebRTC |
| 99.0                                                                                  | 99.0.4844.84                                       | 1 de Março de 2022                                 | - "Uma série de correções e melhorias." - CSS cascade layers dão aos usuários mais controle sobre seu CSS e ajuda a evitar conflitos de especificidade de estilo - showPicker() para elementos de entrada - A API Canvas2D foi atualizada, adicionando novas funcionalidades - Novo origin trial para permitir que os PWAs forneçam cores alternativas no manifesto do aplicativo da Web para o modo escuro - API Handwriting Recognition - Remoção da API Battery Status em origens inseguras - Remoção de font-family -webkit-standard - Remoção de GamepadList - WebCodecs atualizados para corresponder à especificação |
| 100.0                                                                                 | 100.0.4896.127                                     | 29 de Março de 2022                                | - "Uma série de correções e melhorias." - Novo logotipo do Chrome - String do agente de usuário reduzida - API Multi-Screen Window Placement - Novo método forget() para Dispositivos HID que permite que os usuários revoguem uma permissão para um Dispositivo HID que foi concedida por outros - O método makeReadOnly() permite que os usuários tornem as tags NFC permanentemente somente leitura - Última versão para string de agente de usuário não reduzida |
| 139.0                                                                                 | 139.0.7258.5                                       | 25 de Junho de 2025                                | - Versão Beta atual. |
| 140.0                                                                                 | 140.0.7259.2                                       | 26 de Junho de 2025                                | - Versão Dev atual. |
| Versão                                                                                | Última compilação                                  | Data de lançamento original                        | Mudanças significativas |
| Legenda: Versão antiga • Versão atual • Versão beta • Versão dev • Versão não lançada |                                                    |                                                    | |

## Recepção
Em menos de dois anos de uso, o Google Chrome era o terceiro navegador mais usado do mundo, atrás apenas do Internet Explorer e Mozilla Firefox. Em outubro de 2010, cerca de 8,50% dos usuários de Internet do mundo mantiveram o Google Chrome como seu navegador principal. Ainda em outubro de 2010, o navegador passou a ter uma participação no mercado de 8,47%. Está disponível gratuitamente sob «condições de serviço específicas». www.google.com. O nome do navegador deriva do término usado para o marco da interface gráfica do usuário ("chrome").
Atualmente, o Chrome é o navegador mais utilizado no mundo, com 68,32% dos usuários de Desktop, contra 9,77% do Safari, 8,03% do Microsoft Edge e 7,36% do Mozilla Firefox, segundo a StatCounter. O navegador passou o Firefox em números de usuários pela primeira vez em novembro de 2011, e o Internet Explorer em maio de 2012, quando atingiu 32,43% dos usuários. Dois anos após ultrapassar o Internet Explorer em número de usuários, a vantagem do Chrome em relação ao IE, já era de 26,03%, atingindo 48,63% dos usuários.

### No Brasil
Em maio de 2011, o Google Chrome passou a ser o segundo navegador mais usado no país, ultrapassando o Mozilla Firefox, segundo dados do StatCounter. Em novembro do mesmo ano, o Chrome ultrapassou o Internet Explorer, se tornando o navegador mais usado no país, com 39,81% dos usuários contra 34,43% do IE, desde então, a vantagem do navegador da Google em relação ao navegador da Microsoft só aumentou no Brasil, atingindo 70,64% dos usuários de computadores e notebooks do país em Setembro de 2014, uma vantagem de 55,93%, segundo o StatCounter.

### Em Portugal
Em agosto de 2011, o Google Chrome passou a ser o segundo navegador mais usado no país, ultrapassando o Mozilla Firefox, segundo dados do StatCounter. Em junho de 2012, o Chrome ultrapassou o Internet Explorer, se tornando o navegador mais usado no país, com 36,89% dos usuários contra 35,5% do IE. Desde junho de 2012, o Google Chrome é o navegador mais usado no país, com 71,33% dos usuários, contra 9,39% do Microsoft Edge, 7,61% do Safari e 6,09% do Mozilla Firefox em maio de 2021.

## Recursos
Alguns recursos disponíveis no navegador Google Chrome:
- Web Store do Chrome: Um espaço on-line com milhares de aplicações, extensões etemas para o Google Chrome.
- Para começar a explorar a loja, visite chrome.google.com/webstore ou clique no ícone da loja na página Novo Separador do Google Chrome.
- Saiba mais sobre a Web Store do Chrome.
- Tradutor: Chrome é o primeiro a ter tradução automática no navegador, sem necessitar de extensões adicionais. Quando o idioma da página web não corresponde às preferências de idioma definidas no navegador, o Chrome oferece automaticamente a tradução da página Web para o seu idioma preferido.[166]
- Corretor Ortográfico: A função automaticamente marca todas as palavras que você escreve errado.
- Temas: Personalize o seu navegador com temas (skins) de artistas de todo o mundo.
- Página Novo separador: Visite facilmente os seus sites favoritos a partir desta página. Quando abre um novo separador, os sites que visita frequentemente ficam facilmente disponíveis, exibidos na página.
- Caixa geral ou "Omnibox": Pode escrever pesquisas e endereços Web na caixa combinada de pesquisa e de endereço do Chrome, conhecida como Caixa geral. Esta também fornece sugestões para pesquisas e endereços Web à medida que escreve, dispondo ainda da funcionalidade de preenchimento automático.[167]
- Modo de navegação anônima: Recurso é usado para quem deseja usar a internet sem ter seus dados e cookies salvos no histórico.[168] Se não quiser que as suas visitas a um site sejam registadas no histórico do seu navegador ou no cookie.[169]
- Guias e Estabilidade: Se uma aba individual bloquear ou tiver uma falha, as outras guias não são afetados, mantendo a estabilidade. Abas e plugins esão executados como processos separados;
- Continuação do download: seu download foi interrompido? Volte imediatamente do ponto em que ele parou com esta função.
- Segurança no acesso dos sites: O navegador exibe uma mensagem de alerta em sites que contenham conteúdos maliciosos ou duvidoso. Mas o usuário tem a opção de ignorar o aviso e carregar o site, ou não;[170]
- Economia de dados: O navegador para computadores ganhou também essa funcionalidade, existente no sistema Android. A função não funciona em sites protegidos por certificados SSL nem em modo de navegação anônima.[171]
- Cancelar o envio de e-mail: O Gmail tem a ferramenta de cancelar o envio ou desfazer o e-mail já enviado. Para isso, usuário deve selecionar nas configurações do e-mail.[172]
- Bloqueio da reprodução automática de vídeos: O navegador bloqueia o início automático de vídeos em abas em segundo plano.[173]
- Aplicações web podem ser executados em uma janela própria, sem a barra de endereços e ferramentas, usando a máquina virtual JavaScript V8;[167]
- Lista negra atualizada automaticamente contra phishing e malware utilizando a API de navegação segura do Google;
- Ferramentas para desenvolvedores de sites;
- Compatível nativamente com a tecnologia WebM;[174]
- Implementação de referência do protocolo SPDY.
- V8, uma máquina virtual JavaScript[167]
- Integração do Gears - cujo desenvolvimento foi terminado, em face atender a especificação HTML5, que implementa um mecanismo similar a ele

### Rastreamento de usuários
O Chrome envia detalhes de seu uso para a Google através de mecanismos de rastreamento, mas alguns desses mecanismos podem ser desativados pelo usuário. Os mecanismos de rastreamento conhecidos são os seguintes:
| Método                | Informação enviada | Quando                                                                         | Opcional     |
| --------------------- | --- | ------------------------------------------------------------------------------ | ------------ |
| Instalação            | Código gerado aleatoriamente e incluído no instalador. Usado para medir a taxa de sucesso de download e instalação. | Na instalação.                                                                 | não          |
| Identificador RLZ     | Texto codificado, de acordo com a Google, contendo informação não-identificadora de como e quando o Chrome foi baixado, sendo utilizado para a medição de campanhas promocionais. A Google oferece o código fonte para decodificar este texto. Quando baixado diretamente do site da Google, pode ser desabilitado manualmente. | Nas buscas através do Google; Na primeira vez que a barra de endereço é usada. | parcialmente |
| clientID              | Identificador único, junto com métricas de uso e erros. | Desconhecido.                                                                  | sim          |
| Sugestões             | Qualquer texto digitado na barra de endereços. | Enquanto se digita.                                                            | sim          |
| Página não encontrada | Texto digitado na barra de endereços. | Ao receber a resposta de "servidor não encontrado"                             | sim          |
| Rastreador de bugs    | Detalhes de travamentos e erros. | Desconhecido.                                                                  | sim          |
| Google Updater        | Detalhes sobre a versão do Chrome. | Desconhecido.                                                                  | sim          |

## Chromium
Chromium é o projeto de software livre criado pelo Google e com participação comunitária (sob o âmbito de Google Code) para fundamentar as bases do design e desenvolvimento do navegador Chrome (junto com a extensão Chrome Frame), ademais do sistema operacional Chrome OS. A porção realizada pelo Google está coberta pela licença de uso BSD, com outras partes sujeitas a uma variedade de licenças de código aberto permissivas que incluem Licença Apache, Licença MIT, MSPL, zlib, ICU e a licença dual MPL/GPL/LGPL. O objetivo principal do projeto é proporcionar um navegador com maior estabilidade, velocidade e segurança além de incluir uma interface de usuário simples e eficiente. No essencial, as contribuições feitas pelo projeto livre Chromium fundamentam o código-fonte do navegador sobre o qual ele foi baseado, o Google Chrome e, portanto, (o Chromium) possuirá as mesmas características deste, mas com um logotipo ligeiramente diferente e sem o apoio comercial ou técnico da companhia Google. De acordo com a documentação para os programadores, "Chromium" é o nome do projeto, não do produto, e não deveria aparecer nunca entre as variáveis do código, nomes de APIs (da sigla em inglês "Application programming interface") etc. Utiliza-se "chrome" em seu lugar.

## Chrome Canary

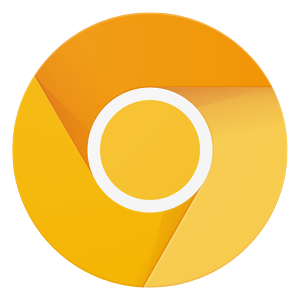
Ícone do Google Chrome Canary

Em 22 de julho de 2010, o Google anunciou que aumentaria a velocidade na qual ele lança novas versões estáveis; Os ciclos de liberação foram reduzidos de três para seis semanas para as principais atualizações estáveis.
Os lançamentos de canal beta agora são aproximadamente iguais aos lançamentos estáveis, embora com aproximadamente um mês de antecedência, enquanto os lançamentos do canal Dev aparecerem aproximadamente uma ou duas vezes por semana, permitindo tempo para testes básicos de lançamento crítico. Este ciclo de liberação mais rápido também trouxe um quarto canal: o canal "Canário", atualizado diariamente a partir de uma compilação produzida às 09:00 UTC do mais estável das últimos 40 revisões de gerenciamento. O nome refere-se à prática de usar canários em minas de carvão, então, se uma mudança "mata" o Chrome Canary, será bloqueado de migrar para o canal do desenvolvedor, pelo menos até ser corrigido em um Canário subsequente construir. Canary é "a versão oficial mais corajosa do Chrome e um pouco de uma mistura entre o Chrome dev e as compilações instantâneas do Chromium". Os lançamentos de Canárias funcionam lado a lado com qualquer outro canal; Não está vinculado à outra instalação do Google Chrome e, portanto, pode executar diferentes perfis de sincronização, temas e preferências do navegador. Isso garante que a funcionalidade de retorno permaneça mesmo quando alguma atualização Canária pode conter erros de liberação. Não inclui nativamente a opção de ser o navegador padrão, embora no OS X possa ser configurado através das Preferências do Sistema. Canary estava apenas no Windows; Uma versão OS X foi lançada em 3 de maio de 2011.
O canal beta do Chrome para o Android foi lançado em 10 de janeiro de 2013; Como Canary, ele funciona lado a lado com o canal estável para o Android. O Chrome Dev para Android foi lançado em 29 de abril de 2015.

## Chrome OS
O anúncio de que o Google estava desenvolvendo um sistema operacional baseado na web com foco em netbooks causou uma enorme movimentação no mundo da tecnologia. O Chrome OS é um sistema operacional de código aberto baseado em Linux projetado pelo Google para trabalhar exclusivamente com aplicações web. Anunciado em 7 de julho de 2009, o Chrome OS teve um lançamento público de uma versão estável durante o segundo semestre de 2010, no dia 7 de dezembro de 2010. A interface de usuário faz uma abordagem minimalista, assemelhando-se ao navegador Chrome. O Chrome OS não estará disponível como download para instalação, em vez disso, o sistema operacional só virá em hardware específico de fabricação dos parceiros do Google. O navegador será a única aplicação residente no dispositivo, pois o Chrome OS é destinado aos usuários que passam a maior parte do seu tempo de uso de computador navegando na Internet. Em si, o Chrome OS é baseado no núcleo Linux.